# 41 (liczba)
41 (czterdzieści jeden) – liczba naturalna następująca po 40 i poprzedzająca 42.
Jest jedną z liczb pierwszych. Razem z liczbą 43 tworzy parę liczb bliźniaczych.

## 41 w nauce
- liczba atomowa niobu
- obiekt na niebie Messier 41
- galaktyka NGC 41
- planetoida (41) Daphne

## 41 w kalendarzu
41. dniem w roku jest 10 lutego. Zobacz też co wydarzyło się w 41 roku n.e.